# Filip (biskup płocki)
Filip (zm. ok. 1107 roku)  – biskup płocki, dziekan kapituły katedralnej, objął rządy w diecezji płockiej prawdopodobnie ok. 1099 roku.

## Życiorys
Według Długosza miał pochodzić z rodu Doliwczyków, czego nie da się zweryfikować. Nie wspominają o nim współczesne mu źródła pisane, jednak podczas prac w katedrze płockiej w XVI w. odnaleziono jego grób, co czyni jego postać niewątpliwie historyczną. Prawdopodobnie pełnił swój urząd na przełomie XI i XII wieku.